# Minot (Maine)
Minot ist eine Town im Androscoggin County des Bundesstaates Maine in den Vereinigten Staaten. Im Jahr 2020 lebten dort 2766 Einwohner in 932 Haushalten auf einer Fläche von 77,1 km².

## Geographie
Nach dem United States Census Bureau hat Minot eine Gesamtfläche von 77,05 km², von der 76,59 km² Land sind und 0,46 km² aus Gewässern bestehen.

### Geographische Lage
Minot liegt im Westen des Androscoggin Countys und grenzt im Westen an das Oxford County an. Der Little Androscoggin River bildet die südliche Grenze des Gebietes der Town. Er mündet bei Auburn in den Androscoggin River. Auf dem Gebiet der Town befinden sich keine größeren Seen. Das Gebiet der Town ist nur wenig hügelig, die höchsten Erhebungen in Minot ist der 280 m hohe Mount Prospect.

### Nachbargemeinden
Alle Entfernungen sind als Luftlinien zwischen den offiziellen Koordinaten der Orte aus der Volkszählung 2010 angegeben.
- Nordwesten: Hebron, 6,4 km
- Nordosten: Turner, 10,9 km
- Osten: Auburn, 9,9 km
- Süden: Poland, 7,2 km
- Südwesten: Mechanic Falls, 7,7 km
- Westen: Oxford, 15,2 km

### Stadtgliederung
In Minot gibt es mehrere Siedlungsgebiete: Center Minot, Hackett Mills, Minot (Minot Corner) und West Minot.

### Klima
Die mittlere Durchschnittstemperatur in Minot liegt zwischen −7,2 °C (19° Fahrenheit) im Januar und 20,6 °C (69° Fahrenheit) im Juli. Damit ist der Ort gegenüber dem langjährigen Mittel der USA um etwa 10 Grad kühler. Die Schneefälle zwischen Oktober und Mai liegen mit über fünfeinhalb Metern knapp doppelt so hoch wie die mittlere Schneehöhe in den USA, die tägliche Sonnenscheindauer liegt am unteren Rand des Wertespektrums der USA. Die tägliche Sonnenscheindauer liegt am unteren Rand des Wertespektrums der USA.

## Geschichte
Die Geschichte von Minot ist eng mit der Geschichte Polands verbunden. Der ursprüngliche Grant für die Bakerstown Plantation wurde im Jahr 1765 vom Massachusetts General Court am Captain Thomas Baker und andere Soldaten für ihren Dienst in der Schlacht von Québec im Jahr 1690 gegeben. Moses, Josiah und Edward Little waren die ersten Landbesitzer in dieser Gegend. Der erste Siedler war Moses Emery mit Frau und der Tochter aus Newbury, Massachusetts. Zuerst lebte die Familie in einem Blockhaus am Fluss, später zogen sie nach Minot Corner. Die Gegend von Woodman Hill wurde im Jahr 1780 durch John Allen aus Gousester, Massachusetts, besiedelt. Seth Sampson und Eliab Washburn folgten im Jahr 1789. West Minot wurde im Jahr 1781 durch John Bridgham, einem Captain der Amerikanischen Revolution. Hersey Hill wurde im Jahr 1783 besiedelt und Pottle Hill im Jahr 1789. Die Gegend um Mechanic Falls wurde im Jahr 1836 durch Dean Andrew aus Taunton, Massachusetts erstmals besiedelt.
Bakerstown Plantation wurde selbständig als Poland im Jahr 1798, aus diesem Gebiet wurde Minot am 18. Februar 1802 als selbständige town gegründet. Die Grenze zwischen diesen towns stellte der Little Androscoggin River dar. Der Name wurde der town zu Ehren von Judge Minot, einem Mitglied des General Courts gegeben. 1893 wurde Mechanic Falls aus diesem Gebiet heraus als selbständige town gegründet. In dem Teil von Mechanic Falls, der vormals zu Minot gehörte, befanden sich eine Papiermühle, die im Jahr 1851 gebaut wurde, eine Kleiderfabrik, eine Schrotmühle, Stiefel- und Schuhfabriken, eine Werkstatt für Kutschen und weitere Werkstätten. In Minot corner befand sich eine Schrotmühle, eine Werkstatt für Kutschen und eine Abfüllanlage für Mais. In West Minot gab es drei Getreidemühlen, ein Sägewerk, ein Kieswerk und eine Käserei. Eine Strecke der Grand Trunk Corporation führt in der Nähe des Flusses durch die town. Die Portland and Rumford Falls Railway kreuzte sich mit der Grand Trunk in Mechanik Falls.

### Einwohnerentwicklung
| Volkszählungsergebnisse – Town of Minot, Maine | Volkszählungsergebnisse – Town of Minot, Maine | Volkszählungsergebnisse – Town of Minot, Maine | Volkszählungsergebnisse – Town of Minot, Maine | Volkszählungsergebnisse – Town of Minot, Maine | Volkszählungsergebnisse – Town of Minot, Maine | Volkszählungsergebnisse – Town of Minot, Maine | Volkszählungsergebnisse – Town of Minot, Maine | Volkszählungsergebnisse – Town of Minot, Maine | Volkszählungsergebnisse – Town of Minot, Maine | Volkszählungsergebnisse – Town of Minot, Maine |
| Jahr                                           | 1800                                           | 1810                                           | 1820                                           | 1830                                           | 1840                                           | 1850                                           | 1860                                           | 1870                                           | 1880                                           | 1890                                           |
| ---------------------------------------------- | ---------------------------------------------- | ---------------------------------------------- | ---------------------------------------------- | ---------------------------------------------- | ---------------------------------------------- | ---------------------------------------------- | ---------------------------------------------- | ---------------------------------------------- | ---------------------------------------------- | ---------------------------------------------- |
| Einwohner                                      |                                                | 2020                                           | 2524                                           | 2904                                           | 3550                                           | 1734                                           | 1799                                           | 1569                                           | 1763                                           | 1355                                           |
| Jahr                                           | 1900                                           | 1910                                           | 1920                                           | 1930                                           | 1940                                           | 1950                                           | 1960                                           | 1970                                           | 1980                                           | 1990                                           |
| Einwohner                                      | 808                                            | 786                                            | 726                                            | 635                                            | 674                                            | 750                                            | 780                                            | 919                                            | 1631                                           | 1664                                           |
| Jahr                                           | 2000                                           | 2010                                           | 2020                                           | 2030                                           | 2040                                           | 2050                                           | 2060                                           | 2070                                           | 2080                                           | 2090                                           |
| Einwohner                                      | 2248                                           | 2607                                           | 2766                                           |                                                |                                                |                                                |                                                |                                                |                                                |                                                |

## Wirtschaft und Infrastruktur

### Verkehr
In der Siedlung West Minot kreuzen sich aus Südostenen kommende und nach Nordwesten verlaufende Maine State Route 119 und die aus Südwesten kommende und nach Nordosten verlaufende Maine State Route 124. Durch den Südosten verläuft kurzfristig über das Gebiet von Minot die Maine State Route 121. Sie Verbindet Minot im Westen mit Mechanik Falls und im Osten mit Auburn.

### Öffentliche Einrichtungen
In Minot befindet sich keine eigenes Krankenhaus. Das nächste steht den Bewohnern der Town in Auburn zur Verfügung.

### Bildung
Gemeinsam mit Mechanic Falls und Poland gehört Minot zur Regional School Unit #16. In Mechanic Falls befindet sich die Elm Street School mit Klassen von Pre-Kindergarten bis zum sechsten Schuljahr. In Minot die Minot Consolidated School mit Klassen von Pre-Kindergarten bis zum sechsten Schuljahr, in Poland stehen den Schulkindern die Poland Community School, die Bruce M. Whittier Middle School und die Poland Regional High School zur Verfügung.
Minot besitzt keine eigene Bücherei. Die nächstgelegenen sind in Auburn und Mechanic Falls.

## Persönlichkeiten

### Söhne und Töchter der Stadt
- Stephen Emery (1790–1863), Politiker
- Samuel G. Hilborn (1834–1899), Politiker
- Ellen Hamlin (1835–1925), Second Lady der Vereinigten Staaten